# Galeria Piętro Wyżej
Galeria Piętro Wyżej − galeria sztuki współczesnej, która powstała w latach 90. XX wieku istniała do około 2014 roku; miała swoją siedzibę na 2. piętrze gmachu przy placu Sejmu Śląskiego 2. 
Placówka została założona przez Grzegorza Jędrzejowskiego, który był również jej kuratorem i opiekunem. Galeria prezentowała wystawy o charakterze artystycznym, edukacyjnym, jak i komercyjnym. Została rozebrana i zlikwidowana około 2014 roku.